# Дачне сільське поселення (Теньгушевський район)
Да́чне сільське поселення (рос. Дачное сельское поселение) — муніципальне утворення у складі Теньгушевського району Мордовії, Росія. Адміністративний центр — селище Дачний.

## Населення
Населення — 534 особи (2019, 662 у 2010, 708 у 2002).

## Склад
До складу поселення входять такі населені пункти:
| Населений пункт   | Населення, осіб (2002) | Населення, осіб (2010) |
| ----------------- | ---------------------- | ---------------------- |
| Дачний, селище    | 684                    | 655                    |
| Коляєво, присілок | 27                     | 7                      |